# 2010 WM75
2010 WM75 est un objet transneptunien. 

## Caractéristiques
2010 WM75 mesure environ 260 km de diamètre.